# 藍巨海菊蛤
藍巨海菊蛤（学名：Spondylus varius）为海菊蛤科海菊蛤屬下的一个种。